# 秩父夜祭
秩父夜祭（ちちぶよまつり）は、毎年12月1日から6日に埼玉県秩父市で行われる秩父神社の例祭である。12月2日が宵宮、12月3日が大祭であり、提灯で飾り付けられた山車（笠鉾・屋台）の曳き回しや、冬の花火大会で全国的に知られている。祭りは寛文年間から続くとされ、300年以上の歴史がある。日本屈指の極めて豪華な祭りであり、一連の行事が国の重要無形民俗文化財に指定されている。
秩父夜祭は、京都の祇園祭、飛騨の高山祭と並んで日本三大美祭及び日本三大曳山祭の一つに数えられる。
秩父夜祭の笠鉾・屋台は、釘を一本も使わずに組み立てられる。金色の飾り具や極彩色の彫刻、後幕の金糸の刺繍で装飾された笠鉾・屋台は「動く陽明門」といわれるほど豪華絢爛で、国の重要有形民俗文化財に指定されている。
同一の祭礼について国の重要有形民俗文化財および重要無形民俗文化財の両方に指定されているものは日本全国に5例しかなく、秩父夜祭はそのうちの一つであり、歴史的・文化的に非常に価値の高い祭りである。

## 概要
2日は宵宮（宵祭り・宵まち）で、御神馬奉納の儀、神楽奉奏、屋台曳き回しなどがある。この日は笠鉾・屋台のうち屋台4台が運行され、秩父神社への宮参りや、夜にかけて本町・中町・上町通りの曳き回しが行われる。また、夜には「番場町諏訪渡り」神事のほか、3日に比べると規模が小さいものの花火の打ち上げも行われる。
3日は大祭であり、日中に御神馬宮詣、神楽奉奏、例大祭祭典、笠鉾・屋台曳き回しなどがある。笠鉾・屋台は本町・中町・上町通りを曳き回される（夕方には一部の屋台が秩父駅前通りおよび秩父まつり会館前を経由して秩父神社に向かう）。また、笠鉾2台の秩父神社への宮参りも行われる。屋台4台のうち1台では「屋台芝居」が上演される。それぞれの屋台は、左右に張り出し舞台をつけられるように設計されており、年ごとの当番制で屋台芝居の舞台となる。
3日夜は神幸祭となり、午後6時半頃に御神幸行列が1キロメートルほど離れた御旅所に向けて秩父神社を出発する。先頭は、先導大麻、大榊、猿田彦、日月万燈、楽人、錦旗、御手箱、太刀箱の列である。次に氏子町会の供物・高張提灯の長い列が続く。その後ろに、御神饌、大幣、そして御霊が遷された神輿、宮司、大総代、2頭の神馬が続く。6台の笠鉾・屋台行列が御神幸行列の後に続き、秩父神社を午後7時頃から順次出発する。
御旅所への到着は、御神幸行列が午後8時頃、笠鉾・屋台行列はその後、午後10時頃にかけてである。御旅所の手前に急坂の団子坂があり、最大20トンの笠鉾・屋台がそれぞれ一気に曳き上げられる。同時に、煙火町会による奉納花火や観光協会主催の花火の打ち上げも行われ、団子坂の曳き上げや御旅所に整列する頃が祭りの最高潮となる。
笠鉾・屋台の整列が終わると御旅所斎場祭が厳かに行われる。斎場祭終了後、4日午前0時頃から団子坂の曳き下ろしが行われ、笠鉾・屋台は収蔵庫へ向けて帰還する。また御神幸行列が御旅所を出発し、秩父神社に還幸する。
笠鉾・屋台の通過経路（神幸路）には、経路最大の見所である団子坂に通じている道路上に秩父鉄道秩父本線の踏切がある。これは、御花畑駅構内の三峰口方の踏切で、車窓から団子坂を臨むことができる。この踏切は、御神幸の神事を行うため笠鉾・屋台の通過の支障となる架線を一時的に取り外すことが可能な構造になっている。3日大祭の19時～22時前後にかけて同線の秩父〜影森間は運休となり、例大祭当日は秩父鉄道秩父本線ならびに西武鉄道池袋線・西武秩父線では、ダイヤが大幅に変更され、列車も増発される。また、終了が深夜になるため、最終電車も大幅に繰り下げられる。笠鉾・屋台が曳き回される道にある道路標識や信号機は、すべて折りたためる構造となっている。

## 沿革
1962年（昭和37年）、笠鉾・屋台が重要有形民俗文化財に指定された。また、例大祭の付け祭りに公開される笠鉾や屋台の曳行（えいこう）と、曳行のための秩父屋台囃子（ちちぶやたいばやし）、屋台上の秩父歌舞伎や曳踊り等の一連の行事が、1979年（昭和54年）に「秩父祭の屋台行事と神楽」として重要無形民俗文化財に指定された。
2000年（平成12年）5月5日には、埼玉新聞社の「21世紀に残したい・埼玉ふるさと自慢100選」に選出された。
2016年12月1日、エチオピアで開かれた国際連合教育科学文化機関の政府間委員会で、日本の「山・鉾・屋台行事」（18府県の計33件）のユネスコ無形文化遺産への登録が決定した。これにより、「秩父祭の屋台行事と神楽」がユネスコ無形文化遺産へ正式に登録された。
2020年（令和2年）、新型コロナウイルス感染症（COVID-19）流行拡大防止のため、山車の曳き回し・花火の打ち上げなどの主要行事について、中止が決定。1988年（昭和63年）の昭和天皇療養に伴う措置以来、32年ぶりの中止となった。12月2日の宵宮は、諏訪渡り神事のみ規模を縮小して実施。3日の大祭は、秩父神社本殿での祭典と御神幸祭のみ規模を縮小して実施。御神幸祭は、御神輿が出ず、コースは番場通りを往復する形に短縮された。翌2021年（令和3年）も感染症流行拡大防止のため、山車の曳き回し・花火の打ち上げなどの主要行事について、2年連続で中止となった。2022年については、3年ぶりに屋台と笠鉾の引き回しが実施される（ただし秩父神社本殿での祭典は規模を縮小）ことが同年10月に発表された。

## 由来

### 祭りの起源
秩父地方は、令制国が整備される前の時代、知知夫国（知々夫国・秩父国）が置かれた地域である。崇神天皇の時代に、知知夫彦命（ちちぶひこ の みこと）が初代知々夫国造に任じられている。秩父神社は、知知夫彦命が祖神である八意思兼命（やごころおもいかね の みこと）を祀ったことに始まるとされている。また、知知夫彦命は養蚕と機織りを教示したと伝えられる。令制国として武蔵国が成立した後も、708年（和銅元年）に武蔵国秩父郡から和銅が献上されたことを記念して「和銅」改元や「和同開珎」の鋳造が行われるなど、古くから朝廷と結びつきがあり、交易が行われていた地域である。
秩父神社は中世になると、秩父氏（坂東八平氏の一つ）の祖先である平良文により妙見菩薩が合祀され、妙見宮秩父神社となったと伝えられる。江戸時代には秩父大宮妙見宮として、日本百観音の秩父三十四箇所（秩父札所観音霊場）とともに栄えた。現在でも神幸祭（御神幸行列や御旅所斎場祭ほか）の祭礼の中などに、古くからの秩父神社例大祭の形態が残っているとされる。例大祭の「付け祭り」として笠鉾・屋台が曳かれ始めるようになったのは、約300年前の寛文年間の頃と伝えられている。
かつて秩父夜祭は「霜月大祭」との呼び名があった。これは霜月である旧暦11月3日に行われていたことによる。明治初期の太陽暦採用により新暦の12月3日に移行した。また「お蚕祭り」とも呼ばれた。秩父地方は、桑の生育に適した土地であったため、田畑の他に現金収入となる養蚕・絹織が盛んであった。江戸時代には絹の生産量が増大し、「秩父絹」として江戸をはじめ広く知られるようになった。各地に取引のための絹市が開かれ、大宮郷（現在の秩父市中心部）では1・6の市日の六斎市が行われている。特に秩父神社の「霜月大祭」では「絹大市」も行われた。その市に遠方から来る人々を楽しませるためにはじめられたものが、笠鉾・屋台などの「付け祭り」だとされる。

### 秩父神社の例祭に関する言い伝え
秩父神社の例祭は、知知夫国に知知夫彦が大神を祭ったとされる時代か、それ以前から神奈備山である武甲山への信仰として行われてきたものが起源ではないかと言われる。真夜中に神社と武甲山の間にある御旅所で神事を執り行うというのが最大の特徴である（斎場祭が行われるのは夜の10時以降であり、神幸行列が神社にもどると朝になっている）。
秩父神社は地理的に見ても神奈備山である武甲山からみて北面に位置し、秩父神社の本殿は再建前も現在も真北を向いているとされ北辰信仰の影響があるのは明白である。北辰信仰がいつごろから行われてきたのかは定かではないが、妙見菩薩習合以前からの信仰と指摘する人もいる。
秩父夜祭は、御田植祭で秩父市中町の秩父今宮神社の境内にある武甲山から湧き出た水(水幣)を、その年の収穫を祝うと同時に武甲山に還す祭とも伝えられている。
また、最も知れ渡っている有名な伝説は武甲山の男神(蛇神・蔵王権現)と秩父神社の女神(妙見菩薩)が年に一度の逢瀬を楽しむというものである。男神には正妻がいて、神幸路の途中にある番場町諏訪神社の八坂刀売命であるとされる。2日に行われる「番場町諏訪渡り」は、年に1度の逢瀬を楽しむ許可を求める祭礼だといわれている。また、御神幸祭のときには諏訪神社の前を通過する際、各町会の山車は正妻の女神を怒らせないように例外的に屋台囃子の演奏を止め数メートルすすむ。この風習も諏訪渡りと呼ばれている。
御神幸祭では御田植祭で使用した縄の蛇に大榊を立てたものを供物として運ぶ。御旅所では亀石（亀は妙見菩薩の乗り物）に神社の幣束を立て神事を行う。

## 日程
12月1日から6日の間に下記の行事が執り行われる。秩父夜祭は、御本殿清浄の儀から始まり、例大祭完遂奉告祭で終わる
- 12月1日 御本殿清浄の儀、例大祭奉行祈願祭
- 12月2日 御神馬奉納の儀、新穀奉献祭、諏訪渡り
  - 宮地、上町、中町、本町　屋台曳き廻し、屋台曳き踊り、屋台芝居公開、花火打ち上げ※屋台芝居担当町会の曳き廻し無し
- 12月3日 献幣使参向例大祭々典　御神幸祭、神幸行列進発、御神輿発御、御斎場祭、御神輿還幸
  - 国の重要有形民俗文化財「笠鉾・屋台」曳き廻し、屋台曳き踊り、屋台芝居公開、協議花火と観光スターマイン大会
- 12月4日  蚕糸祭
- 12月5日  産業発展・交通安全祈願祭
- 12月6日 新穀奉献感謝祭　例大祭完遂奉告祭

## 準備・片付け
秩父夜祭の事前準備から片付けまでの主な関連行事は下記のとおりである
秩父の人々は年間を通じて秩父夜祭の準備や練習に取り組んでおり、祭りが「地域において世代を超えた多くの人々の間の対話と交流を促進し、コミュニティを結びつける重要な役割を果たしている」とユネスコ無形文化遺産推薦理由のひとつに記載されている。

### 神饌田御田植祭
横瀬町にある富田家神饌田において神饌田前に祭壇を設け、宮司の奉仕のもと、豊作を願って祈願祭を執り行い、その後に手作業で苗が植えられる。秋には収穫が行われ、神饌米として秩父神社例祭にお供えされる。

### 秩父祭対策連絡協議会会議
秩父神社に屋台町と煙火町の代表者が一堂に会し、当日の各関係者の取り組み等について連絡・協議を行う

### 太鼓ならし
夜祭の1～2週間ぐらい前から山車を持つ各町会で「ならし」と呼ばれる太鼓の練習を行う。太鼓の皮をならし、叩き手の腕・身体を慣らすことから「ならし」と呼ばれている。

### 笠鉾・屋台組み立て
収蔵庫から反り木・車輪・柱・彫刻などを運び出し各部を点検し、車軸に車輪をはめ、土台ができてから、柱を組み込み、彫り物や装飾を麻紐・麻縄を使い、釘などは一切使用せずに組み立てられる。組み立てには1～2日かかる。

### 太鼓の吊り込み
山車の組み立てと同時に太鼓を太鼓部屋に設置する作業が行われる。

### 黒玉拾い
観光協会、花火業者、秩父消防本部職員、市役所職員により、4日早朝に羊山公園で前日行われた花火の殻（黒玉）拾いを行う。

### 笠鉾・屋台解体 格納
組み立てとは逆の順で各部材を取り外していき、収蔵庫に格納し次の祭りまで約一年保管される。

## 国の重要有形民俗文化財指定の山車一覧

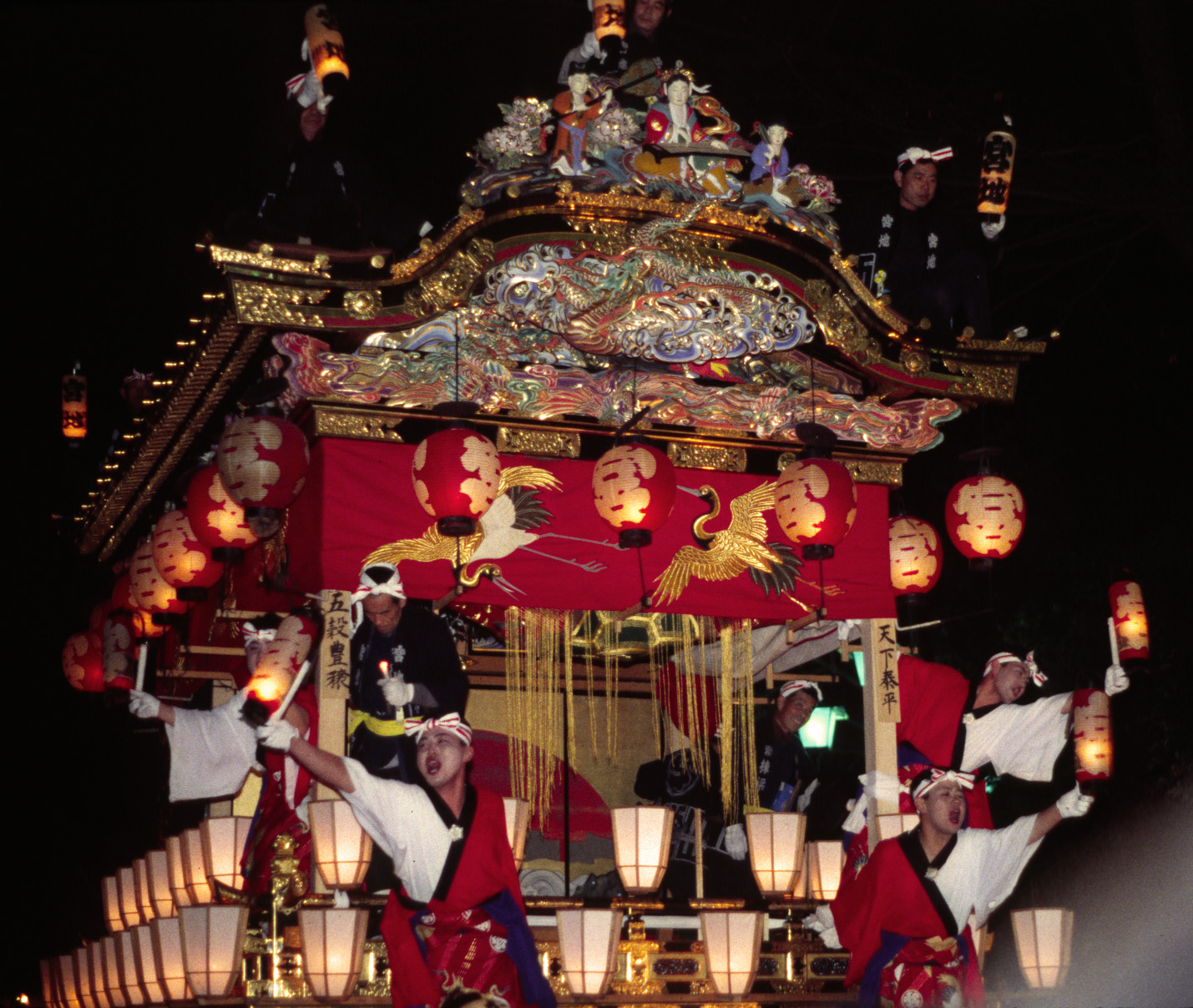
屋台（山車）

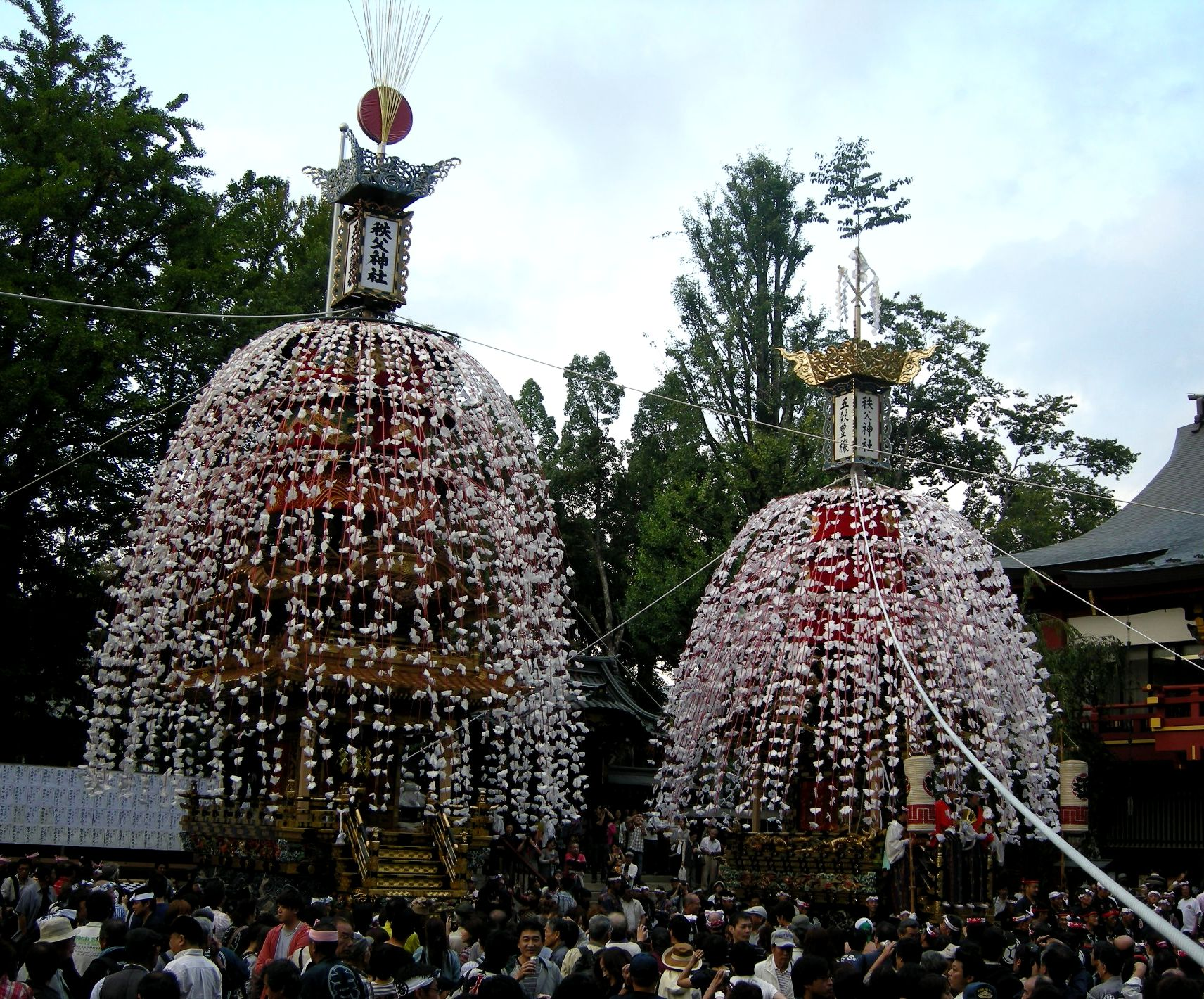
中近・下郷笠鉾(本来の姿)

秩父地方の山車は大きく笠鉾（かさぼこ）・屋台（やたい）という2つの形式に分類される。
笠鉾は祇園祭の山鉾のような鉾(標木)に榊や天道・石台・万灯・多層（1～3層）の花笠をつけているのがほかの地方の山車との大きな違いである。中近・下郷とも屋台笠鉾という形式で屋台同様の屋形の上に笠鉾を取り付けているが、曳行する際の電線の都合で現在では屋形のみで引かれている。
屋台は、古くから屋形をもち張り出し舞台を取り付けられ屋台歌舞伎を上演する目的のものと、笠鉾が近代に電線などの都合上で屋台に改造されたものに分類される。秩父夜祭での屋台はすべて屋台歌舞伎（古くは屋台狂言および屋台歌舞伎）を上演する目的で水引幕・後幕を持ち、張り出し舞台を取り付けることが出来る。
以下の一覧は神幸祭の順である。

### 中近笠鉾（なかちかかさぼこ）
中村町・近戸町の2町会が管理する笠鉾。御神幸祭の際に最初に曳行する(そのため、山車を引く際の運行組織は一番組の名称がつけられている)。秩父夜祭の中では一番古い歴史をもつ山車で、初代は屋台・2代目は笠鉾であった。現在の屋台笠鉾形式ものは3代目である。

### 下郷笠鉾（したごうかさぼこ）
下郷地区(金室町、永田町、柳田町、阿保町、大畑町、滝の上町）の6町会が所有する山車。以前は桜木町も含み下郷七村といわれた。鉾をつけると高さ約16メートルになり関東地区では最大の山車である。現在のものは電線の高架によって屋形をつけたもので3代目の笠鉾である。屋形をつける際に笠鉾の部品も散逸してしまい笠鉾の部分も含めほぼ新造建築に近い。白木作りの屋形が特徴であるが、本来は朱塗りの屋形になるはずであった。天道・波形石台・万灯に3層の花笠をもち総重量は20トンともいわれている、他の山車とくらべて漆塗りや彩色をしていないが、二段屋根等で組木が多い。
2023年の巡行では、御旅所に向かう途中に右前方車輪にはめた鉄輪がはずれかけていることが発覚したため、団子坂を上っての御旅所入りを断念して道路の端で待機し、後続の笠鉾や屋台が通過するのを見送ってから、応急処置を施して翌朝までに収蔵庫に引き上げられた。笠鉾や屋台が車輪の不具合により団子坂の曳き上げをしなかった事例は、関係者は記憶にないとしている。

### 宮地屋台（みやじやたい）
宮地地区（上宮地・中宮地・下宮地）の屋台。この地域は秩父神社に習合される前の妙見宮があったところとされ（現在は妙見塚）でそのために宮地（みやじ）と呼ばれる。秩父夜祭の屋台の中では最古の歴史をもち、かつ登り高欄がないなど最も古い原型をしている。御神幸祭の際には3番目に曳行される山車でそのため他町会の屋台と違い曳踊りでは必ず三番叟が上演される。妙見七ツ井戸の伝説に従い、屋台倉から3日の神社への宮入までに七回曳踊りを行う風習があるなど妙見菩薩に最も縁が深い山車である。

### 上町屋台（かみまちやたい）
4台の屋台の中で、一番大きな屋根を持つ。
後ろ幕は、鯉の滝登り。運行組織は「い組」と呼ばれ屋台町会の中での屋台のすれ違いは見ものである。

### 中町屋台（なかまちやたい）
4台の屋台の中で最も大きな屋台。屋根の鬼板（彫り物）は大きく美しい。
下方（運行組織）は中町屋台保存会青年部が運行している。
6町会の中で唯一、恵比寿の幕、鯛の幕の2枚の後幕を持ち、12月2日、3日と違う後幕を見ることができるのもこの町会の特徴である。
※最近は2日、3日両日とも鯛の後幕をつけている（2019年（平成31年）は平成最後なので恵比寿の後幕を付けていた。）(2024年にも付けていた)

### 本町屋台（もとまちやたい）
本町地区の所有する屋台。後幕が子供の玩具でその中にあるだるまが特徴的であり、運行組織は達磨会と呼ばれる。明治・大正時代までは二重勾欄をもつ屋台であったが転倒事故後今の勾欄になる。

## 山車の曳行に関わる人々
囃子手（はやして）
山車の最前部に乗り、扇子片手に「ホーリャイ」と連呼して曳き手を囃し立てる。お祭り期間中は神として扱われる、中国の思想で不老不死の仙人の住む海に浮かぶ蓬莱山を目指すための「ホーライ」が変化したものと伝えられる。
町会によっては囃子（はやしこ）、襦袢着（じゅばんぎ）、舵取り（かじとり）とも呼ばれる。
曳き手
山車から出た綱を引く。各町会の山車は、100人を超す曳き手で曳かれる。
拍子木
拍子木を打ち鳴らし、屋台や笠鉾を先導する。
反り木
山車の土台前方にぴったりとついて山車の方向調整を行う。
下方
山車の土台周りについて山車の方向調整を行う。山車の方向転換時には梃子棒を操り、山車を回転させる。
上方
大工が担当し、山車の屋根に乗り、進行方向の指示、障害物の除去等を行っている。
棟梁
山車の組み立ての総責任者で、山車の設計図が頭に入っている。
太鼓
後ろ幕の中で秩父屋台囃子を演奏する。笠鉾では違う。
ローソク係
提灯雪洞のローソクの管理を行う。
消防団
山車周りの警備を行う。

## 秩父屋台囃子
屋台・笠鉾の曳行時に演奏される秩父屋台囃子は、通常、大太鼓1、小太鼓3～4、鉦1、笛1で構成される。
笠鉾の場合、床下に大太鼓が吊り込まれ、その後方に小太鼓が縦1列に並べられる。一方、屋台では、舞台後方の楽屋内に太鼓が設置される。屋台囃子の演奏のために山車に20人前後が乗り込んで、交代で演奏を行っている。
笠鉾・屋台が前進しているときは、大太鼓が打ち鳴らされ、笠鉾・屋台の方向転換 （ギリ廻し）のときには、小太鼓のみで「玉入れ」という特殊な演奏を行う。「玉入れ」とは平たく言えば和太鼓におけるアレンジの事で、基本形の奏法に手数を加えて打ち鳴らす。これが、玉を転がすようにコロコロと聞こえることから玉入れ、玉入りと表現されている。奏者により打ち鳴らし方に変化があり、一種の味わいとなっている。
山車が団子坂を引き上げられる際には大太鼓が「大波」という連打を行う。
秩父屋台囃子の演奏は、笠鉾では床下の腰幕に囲まれた部屋の中で、屋台では舞台後方の襖と後幕で囲まれた部屋の中で行われているため、直接見ることはできない。

## 屋台歌舞伎

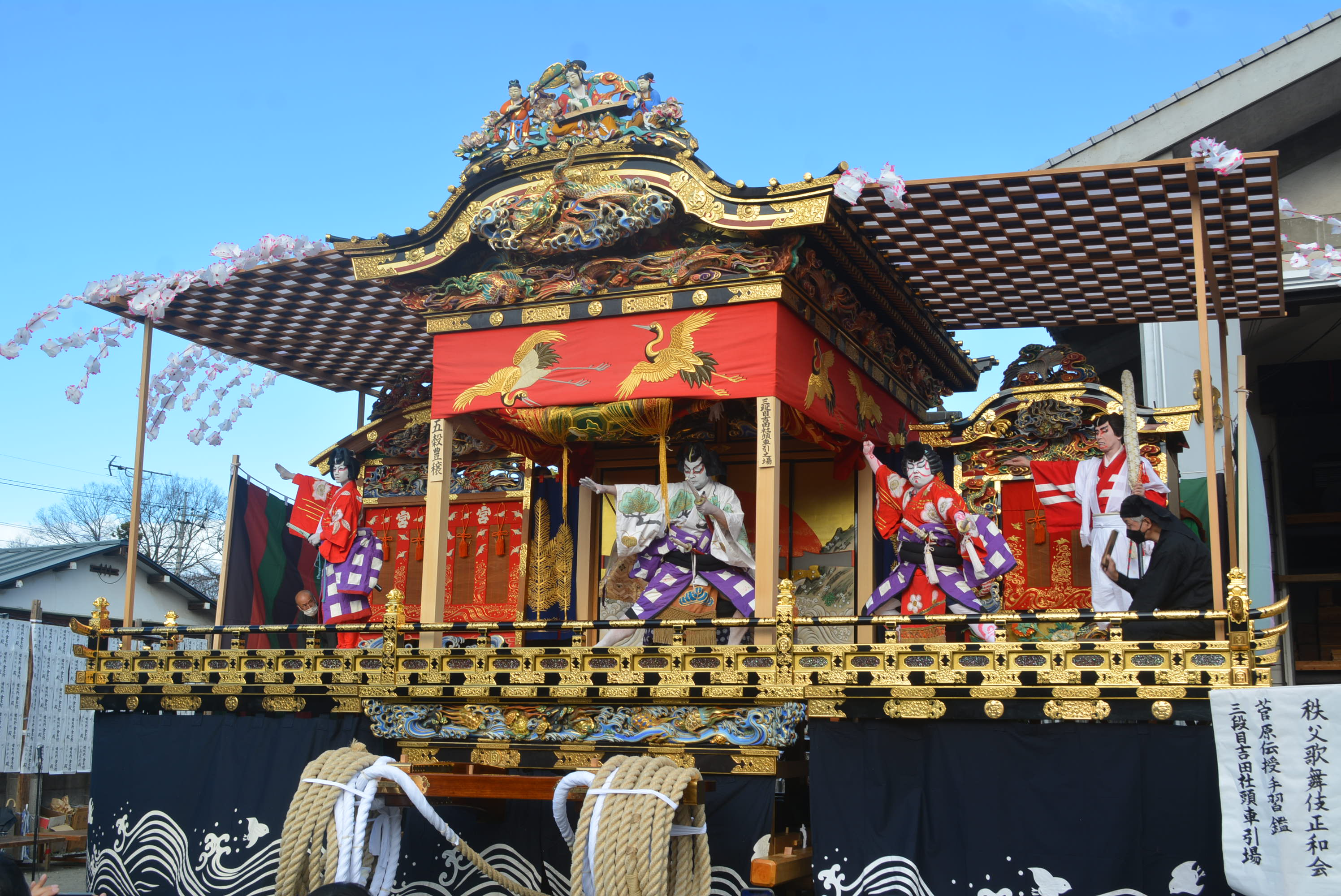
宮地の歌舞伎

秩父夜祭で演じられる歌舞伎は、江戸歌舞伎であり、宮地、本町、上町は、秩父歌舞伎正和会が担当し、中町は、津谷木歌舞伎が担当している。昔は屋台4台で競って演じていたが、今では年ごとの当番制になっている。
曳行時に踊られる曳き踊りおよび屋台本体の左右に張出舞台（付け舞台）を加え、芸座・仮芸座や花道などが設けられ演じられる屋台歌舞伎は大変貴重である。

## 秩父神社神楽
秩父神社に伝わる神楽は「神代神楽」とも呼ばれ、国の重要無形民俗文化財に指定されている。かつては75座から成り立っていたが35座に纏められ、演劇的な表現の多いのが特長で、江戸神楽と異なる構成と芸統を示すものである。

## 御旅所
秩父公園にある御旅所は、秩父神社大祭の神幸祭が行われる祭の中で最も重要な場所であり、国の重要有形民俗文化財に指定されている6基の笠鉾・屋台が曳き揃えられる。御旅所の入り口には急勾配の団子坂がある。
御旅所には、亀の子石と呼ばれている妙見菩薩を表す石が置かれており、ここで秩父神社の妙見菩薩（女神）と武甲山に住む龍神（男神）が年に一度、12月3日に逢い引きをすると言われている。祭り前には、秩父公園内に桟敷席が設置される。

## ユネスコ無形文化遺産登録への経過
- 2008年11月 - ユネスコ無形文化遺産登録を目指し秩父市が準備を開始
- 2009年
  - 5月 - 「秩父祭の屋台行事と神楽」が日本の提案候補に決定
  - 8月 - 日本政府より、秩父祭の映像資料がユネスコ事務局へ提出
- 2010年
  - 5月 - ユネスコ事務局の事務処理能力を理由に事前審査されず
  - 11月 - 第5回政府間委員会（ケニア・ナイロビ）で、秩父祭を含めた11件が見合わされた
- 2011年10月 - 第6回政府間委員会（インドネシア・バリ）に、2009年8月にユネスコに提案した11件のうち2件について登録するように補助機関よりユネスコに勧告、その中に秩父祭は含まれず
- 2014年
  - 3月 - 既に登録されている「京都祇園祭の山鉾行事」・「日立風流物」を拡張し、重要無形民俗文化財の「山・鉾・屋台行事」としてグループ化（32件）してユネスコ事務局に提案書を提出
  - 6月 - 登録件数の多い日本の「山・鉾・屋台行事」の審査が1年先送りとなる
- 2015年3月 - 日本政府よりユネスコ事務局へ「山・鉾・屋台行事」の提案書を再提出。2015年提案の32件に、新たに指定となった大垣祭を加え33件で提出
- 2016年
  - 11月 - ユネスコ評価機関による審査にて秩父祭含む日本の「山・鉾・屋台行事」の登録勧告が決まる
  - 12月1日2時（日本時間） - エチオピアで開かれてたユネスコの政府間委員会で、日本の「山・鉾・屋台行事」（18府県の計33件）のユネスコ無形文化遺産への登録が正式に決定した。これにより、「秩父祭の屋台行事と神楽」がユネスコ無形文化遺産へ登録された。

## その他

### 圧死事故
1968年（昭和43年）まで規制はなかったが、1947年12月3日の祭の終了後に見物客による群集事故が起きた。この年、笠鉾・屋台の曳行は行われておらず、秩父公園での花火見物を終えて、帰りを急いだ人々の流れは北に向かい、群衆となって秩父鉄道御花畑駅方向に殺到。踏切の遮断かんが下りて行き場を失った人々が幾重にも重なり6人が圧死、重傷者5人、数10名が軽傷を負う大惨事となった。

### 開催日程変更問題
秩父夜祭の人出は、開催曜日によって大きな差があり、週末に当たると20万人を超す人出となる。このため、経済効果を念頭に置いて、週末開催や曜日固定を求める声が度々出ている。日付固定で祭りに参加する市民も、仕事を休んで祭りに参加することも難しくなってきている。そのため、2004年に秩父夜祭の日程を週末に変更する委員会の設置が検討されたが、秩父神社が「神事と切り離せないものであり、別の日に譲ることはできない」と反対し、実現することなく終わった。

### 雨による影響
過去に複数回、12月3日に雨または雪が降った年があり、文化財保護と安全性の観点から行事の一部が変更になった。1998年には、雨により全ての山車の団子坂曳上げが中止となり、2009年には、雨により笠鉾2基の団子坂曳上げが中止となった。

### 秩父神社神輿
武蔵国では、大國魂神社（東京都府中市）に国内の著名な六社の神が勧請され（秩父神社は四之宮）、武蔵総社六所宮と呼ばれた。この大國魂神社の例大祭「くらやみ祭」は、秩父夜祭と同様、夜間に御旅所に渡御する形態をとっている（なお、一之宮から六之宮の神輿を含む8基の神輿が渡御しており、秩父神社の神も四之宮の神輿で御旅所へ向かっている）。

## 資料映像
- 「秩父夜祭り」（昭和36年12月8日公開） - 中日ニュース412号（動画）・中日映画社